# FIFA 15
FIFA 15 è un videogioco di calcio. È stato pubblicato da Electronic Arts il 23 settembre in Nord America, il 25 settembre in Europa e il 26 settembre 2014 nel Regno Unito, uscito per Nintendo Wii, Nintendo 3DS, PlayStation Vita, PlayStation 3 e PlayStation 4, Xbox 360 e Xbox One (con Kinect), PC, Android e iOS.  È il 22º titolo della serie. Lo slogan del gioco è "Feel The Game".
Per Nintendo Wii, Nintendo 3DS e PlayStation Vita è stata l'ultima release per queste piattaforme.

## Novità
Tra le numerose novità alcune sono degne di nota. Il campo di gioco subisce variazioni durante il corso del match a causa degli scontri fra i giocatori o a causa del clima. La stessa cosa vale per le divise che, se si sporcano, lo rimarranno per il resto della partita. Inoltre se la squadra che gioca in casa segna un gol, la telecamera comincia a "tremare" come se ci si trovasse a guardare un match reale (solo su next-gen). In FIFA 15 la EA Sports ha deciso di rinnovare anche il commento delle partite in italiano: Fabio Caressa e Beppe Bergomi, commentatori storici di Sky Sport e della serie, dopo 7 anni lasciano il comando a Pierluigi Pardo, telecronista di Mediaset Premium che in passato ha prestato la sua voce al videogioco rivale PES, e Stefano Nava, allenatore della formazione Berretti del Milan e attuale commentatore tecnico per Sky Sport.
Un'altra novità importante, soprattutto per i videogiocatori italiani, è la partnership siglata tra EA Sports e la Serie A TIM, che permetterà alla software-house canadese di introdurre nel gioco il logo e i tornei ufficiali organizzati dalla Lega (Serie A TIM e TIM Cup), tutti gli stemmi ufficiali del massimo campionato italiano, nuove introduzioni animate e i kit aggiornati in ogni dettaglio; diversamente la Serie B, nonostante nel gioco abbia i nomi originali delle squadre del campionato cadetto, ha un logo fittizio e non presenta tutti gli stemmi e le divise ufficiali (solo Bologna, Catania e Livorno sono con licenza).
Nel gioco sarà introdotta anche la goal-line technology, una sorta di moviola in campo vista nei Mondiali 2014, che mostrerà al videogiocatore se la palla ha superato o meno la linea di porta. La EA ha confermato, però, che la maggior parte delle novità saranno presenti solo su next-gen, ovvero PlayStation 4, Xbox One e PC, mentre su old-gen sarà simile a FIFA 14.
Sia su old-gen che su next-gen il menu principale di FIFA 15 sarà molto simile al precedente menu di FIFA 14, con le varie sezioni del menu a riquadri, design ripreso anche dal rivale PES 2015. Novità molto rilevante e di spicco che conferisce al titolo un realismo ancora maggiore è anche l'accordo stretto tra la EA Sports e la Barclays Premier League, siglato fino al 2019, che vedrà i diritti ufficiali del massimo campionato di calcio inglese: oltre a kit, introduzioni ufficiali, cori, coreografie, grafiche, sponsor e rose aggiornate, saranno presenti tutti e 20 gli stadi delle squadre presenti nella Premier League, facendo aumentare la scelta di stadi selezionabili fino ad oltre 70 disponibili.

### Motore grafico
FIFA 15 raggiungerà sulle console next-gen i 1080p. Inoltre i volti dei giocatori, grazie ad un nuovo sistema di illuminazione, avranno un aspetto più naturale e realistico, facendoli somigliare incredibilmente alle loro controparti reali. Tutto ciò sarà visibile solo sulle console next-gen.

### Ultimate Team
Quest'anno la funzione Ultimate Team sarà decisamente migliorata dal punto di vista grafico, con un nuovo menù, e anche per quanto riguarda la stabilità della connessione ai server EA, i giocatori inoltre si possono prendere in prestito dal catalogo per un periodo limitato.
Il giorno 10 marzo 2015 la EA sports ha annunciato una battaglia contro i siti di crediti cambiando in modo radicale il mercato ultimate team, introducendo la cosiddetta price band: A partire dal giorno 10 marzo 2015 sarà attiva una nuova e importante caratteristica all'interno del Mercato Trasferimenti di FIFA Ultimate Team chiamata Fasce di Prezzo.
Una volta attivata, tutti gli oggetti FUT (giocatori, in-forma, consumabili e oggetti club) in FIFA Ultimate Team avranno una Fascia di Prezzo che determinerà il valore massimo o minimo del prezzo in Crediti da assegnare agli oggetti vendibili all'interno del Mercato Trasferimenti.
L'obiettivo di queste novità: 
- Aiutare i giocatori FUT a comprendere il reale valore dei propri giocatori all'interno del Club.
- Rendere i giocatori di alta qualità più accessibili a tutti i giocatori FUT e garantire parità di condizioni.
- Limitare le transazioni illegittime nel Mercato Trasferimenti.

Sebbene le nuove Fasce di Prezzo modificheranno la percezione del valore rispetto agli attuali valori di mercato, il loro valore relativo ad altri giocatori sul mercato rimarrà più idoneo ed aiuterà a mantenere un'economia di prezzi più accessibile a tutti.
Ecco ulteriori dettagli in merito alle Fasce di Prezzo:
- Tutte le Fasce di Prezzo saranno universali e condivise per Xbox, PlayStation, e PC.
- Quando immetterete un oggetto nel Mercato Trasferimenti, apparirà la soglia massima di vendita sul mercato. Queste Fasce di Prezzo sono state decise sulla base delle analisi dei prezzi di mercato FUT fatte dal team FIFA.
- Una volta attivate le Fasce di Prezzo, le aste aperte non saranno più disponibili. Per inserire un oggetto all'interno del Mercato Trasferimenti dovrete quindi utilizzare l'opzione “Compra Ora” con un prezzo entro la soglia indicata dalle Fasce di Prezzo.
- Le Fasce di Prezzo saranno definite con l'obiettivo di mantenere divertenti e soddisfacenti le operazioni di mercato nel Mercato Trasferimenti.
- Le Fasce di Prezzo per alcuni giocatori potrebbero essere modificate in futuro dal momento che questa novità sarà oggetto di miglioramenti nel tempo.

I nuovi oggetti giocatore FUT ‘In-Forma’ riceveranno a loro volta un valore Fasce di Prezzo.
Insieme a questi cambiamenti il Mercato Trasferimenti rimarrà inaccessibile da Web App e Mobile App.

### Gestione squadra
Cambierà notevolmente la gestione delle squadre prima di una partita o durante la carriera: sarà possibile infatti creare fino a sei formazioni per ciascuna squadra in modo da velocizzare i cambi di modulo o di giocatori. Cambierà inoltre l'assetto grafico della formazione: i giocatori sono raffigurati su un campo verde e sarà lì che si effettueranno i cambi, in modo simile a PES; questa modifica si era già intravista nella versione di FIFA 14 per smartphone e tablet.

## Demo
La EA ha fatto uscire la demo del gioco il 9 settembre 2014 per Xbox One, Xbox 360 e PC (qualche ora più tardi), il 10 settembre per PlayStation 4 e PlayStation 3. La demo comprende le seguenti squadre:
- Borussia Dortmund;
- Napoli;
- Paris Saint-Germain;
- Barcellona;
- Boca Juniors;
- Chelsea;
- Manchester City;
- Liverpool.

## Copertine
In ogni edizione è presente Lionel Messi, affiancato da altri testimonial, differenti per ogni nazione:
- in Italia è affiancato da  Gonzalo Higuaín del Napoli;[2]
- in Nord America è affiancato da  Clint Dempsey (nella versione per Xbox 360 e Xbox One indossa la divisa dei Seattle Sounders, mentre su PS3 e PS4 indossa quella della Nazionale statunitense);[3]
- in Australia e Nuova Zelanda è affiancato da  Tim Cahill;[4]
- in Polonia è affiancato da  Robert Lewandowski;[5]
- in Austria e  Germania è affiancato da  David Alaba;[6]
- in Svizzera è affiancato da  Xherdan Shaqiri;[7]
- in Giappone è affiancato da  Atsuto Uchida;[8]
- in Messico è affiancato da  Javier Hernández;[9]
- in America centrale e Sud America è affiancato da  Arturo Vidal;[10]
- in Francia, Regno Unito, Belgio e Paesi Bassi è affiancato da  Eden Hazard;[11]
- in Repubblica Ceca è affiancato da  Michal Kadlec;[12]
- in Turchia è affiancato da  Arda Turan;[13]
- in Arabia Saudita è affiancato da  Yahya Al-Shehri;[14]

## Telecronisti
- in italiano:  Pierluigi Pardo e  Stefano Nava;
- in italiano:  Pierluigi Pardo e  Stefano Nava; e da bordocampo  Matteo Barzaghi
- in tedesco:  Frank Buschmann e  Manni Breuckmann;
- in ceco:  Jaromír Bosák e Petr Svěcený;
- in olandese:  Evert Ten Napel e  Youri Mulder;
- in polacco:  Dariusz Szpakowski e  Włodzimierz Szaranowicz;
- in francese:  Hervé Mathoux e  Franck Sauzée;
- In arabo:  Issam Chaouali e  Abdullah Mubarak Al-Harbi;
- in spagnolo:  Ciro Procuna,  Mario Kempes e  Fernando Palomo;
- in portoghese:  Tiago Leifert e  Caio Ribeiro;
- in inglese:  Clive Tyldesley e  Andy Townsend, da bordocampo  Geoff Shreeves;
- in inglese:  Alan Smith e  Martin Tyler, da bordocampo  Geoff Shreeves;
- in spagnolo:  Manolo Lama e  Paco González;
- in russo:  Yuri Rozanov e  Vasilij Solov'ëv, da bordocampo  Alexander Loginov;
- in portoghese:  Hélder Conduto e  David Carvalho.

## Campionati
In FIFA 15 ritornerà la Turkish Süper Lig dopo 3 anni di assenza, ma sarà rimosso il campionato brasiliano.
- A-League
- Airtricity League
- ALJ League
- Allsvenskan
- Barclays Premier League
- FL Championship
- Football League 1
- Football League 2
- Bundesliga
- Bundesliga
- 2.Bundesliga
- Ekstraklasa
- Eredivisie
- Jupiler League
- K-League
- Liga Bancomer MX
- Liga BBVA
- Liga Adelante
- Liga Portuguesa
- Liga Postobón
- Ligue 1
- Ligue 2
- Major League Soccer
- Primera División
- Primera División
- Raiffeisen Super League
- Russian League
- Scottish Premiership
- Serie A TIM
- Serie B
- Süper Lig
- Superliga
- Tippeligaen

### Resto del mondo
I club presenti nella sezione "Resto del Mondo" sono:
- Olympiacos
- Panathīnaïkos
- PAOK
- Šachtar
- Kaizer Chiefs
- Orlando Pirates
- Rangers
- World XI (I campioni del presente)
- Classic XI (I campioni del passato)
- Selezione MLS
- Adidas All-Star (Solo i migliori testimonial di Adidas)
- New York City[16]1
- Orlando City[16]1

1 = Aggiunte con l'aggiornamento del 9 marzo 2015

### Nazionali
| UEFA - Austria - Belgio - Bulgaria - Danimarca - Finlandia - Francia - Galles - Germania - Grecia - Inghilterra - Irlanda - Irlanda del Nord - Italia - Norvegia - Olanda - Polonia - Portogallo - Repubblica Ceca - Romania - Russia - Scozia - Slovenia - Spagna - Svezia - Svizzera - Turchia - Ungheria | CONMEBOL - Argentina - Bolivia - Brasile - Cile - Colombia - Ecuador - Paraguay - Perù - Uruguay - Venezuela | CONCACAF - Messico - Stati Uniti | CAF - Camerun - Costa d'Avorio - Egitto - Sud Africa | AFC - Australia - Corea del Sud - India | OFC - Nuova Zelanda |

In grassetto quelle con licenza
Le altre hanno emblemi e divise generici.

## Stadi
In FIFA 15 sono state concesse le licenze per tutti gli stadi della massima serie inglese, la Premier League. In questa edizione, però, è stato omesso lo Stade Vélodrome, stadio in cui gioca il Marsiglia.
| #  | Stadio             | Nome Reale                      | Luogo          | Bandiera                  | Squadra                     |
| -- | ------------------ | ------------------------------- | -------------- | ------------------------- | --------------------------- |
| 1  | Allianz Arena      | Allianz Arena                   | Germania       | Germania (bandiera)       | Bayern Monaco Monaco 1860   |
| 2  | HSH Nordbank Arena | HSH Nordbank Arena              | Germania       | Germania (bandiera)       | Amburgo                     |
| 3  | Olympiastadion     | Olympiastadion                  | Germania       | Germania (bandiera)       | Hertha Berlino Germania     |
| 4  | Signal Iduna Park  | Signal Iduna Park               | Germania       | Germania (bandiera)       | Borussia Dortmund           |
| 5  | Veltins Arena      | Veltins-Arena                   | Germania       | Germania (bandiera)       | Schalke 04                  |
| 6  | Anfield            | Anfield                         | Inghilterra    | Inghilterra (bandiera)    | Liverpool                   |
| 7  | Emirates Stadium   | Emirates Stadium                | Inghilterra    | Inghilterra (bandiera)    | Arsenal                     |
| 8  | Etihad Stadium     | Etihad Stadium                  | Inghilterra    | Inghilterra (bandiera)    | Manchester City             |
| 9  | Old Trafford       | Old Trafford                    | Inghilterra    | Inghilterra (bandiera)    | Manchester Utd              |
| 10 | St James' Park     | St James' Park                  | Inghilterra    | Inghilterra (bandiera)    | Newcastle Utd               |
| 11 | Stamford Bridge    | Stamford Bridge                 | Inghilterra    | Inghilterra (bandiera)    | Chelsea                     |
| 12 | Goodison Park      | Goodison Park                   | Inghilterra    | Inghilterra (bandiera)    | Everton                     |
| 13 | White Hart Lane    | White Hart Lane                 | Inghilterra    | Inghilterra (bandiera)    | Tottenham                   |
| 14 | Boleyn Ground      | Boleyn Ground                   | Inghilterra    | Inghilterra (bandiera)    | West Ham Utd                |
| 15 | Britannia Stadium  | Britannia Stadium               | Inghilterra    | Inghilterra (bandiera)    | Stoke City                  |
| 16 | KC Stadium         | KC Stadium                      | Inghilterra    | Inghilterra (bandiera)    | Hull City                   |
| 17 | King Power Stadium | King Power Stadium              | Inghilterra    | Inghilterra (bandiera)    | Leicester City              |
| 18 | Liberty Stadium    | Liberty Stadium                 | Galles         | Galles (bandiera)         | Swansea City                |
| 19 | Loftus Road        | Loftus Road                     | Inghilterra    | Inghilterra (bandiera)    | QPR                         |
| 20 | Selhurst Park      | Selhurst Park                   | Inghilterra    | Inghilterra (bandiera)    | Crystal Palace              |
| 21 | St Mary's Stadium  | St Mary's Stadium               | Inghilterra    | Inghilterra (bandiera)    | Southampton                 |
| 22 | Stadium of Light   | Stadium of Light                | Inghilterra    | Inghilterra (bandiera)    | Sunderland                  |
| 23 | The Hawthorns      | The Hawthorns                   | Inghilterra    | Inghilterra (bandiera)    | West Bromwich               |
| 24 | Turf Moor          | Turf Moor                       | Inghilterra    | Inghilterra (bandiera)    | Burnley                     |
| 25 | Villa Park         | Villa Park                      | Inghilterra    | Inghilterra (bandiera)    | Aston Villa                 |
| 26 | Wembley            | Wembley                         | Inghilterra    | Inghilterra (bandiera)    | Inghilterra                 |
| 27 | Camp Nou           | Camp Nou                        | Spagna         | Spagna (bandiera)         | Barcellona                  |
| 28 | Santiago Bernabéu  | Santiago Bernabéu               | Spagna         | Spagna (bandiera)         | Real Madrid                 |
| 29 | Mestalla           | Mestalla                        | Spagna         | Spagna (bandiera)         | Valencia Spagna             |
| 30 | Vicente Calderón   | Vicente Calderón                | Spagna         | Spagna (bandiera)         | Atlético Madrid             |
| 31 | Juventus Stadium   | Juventus Stadium                | Italia         | Italia (bandiera)         | Juventus                    |
| 32 | San Siro           | Giuseppe Meazza                 | Italia         | Italia (bandiera)         | Milan Inter                 |
| 33 | Stadio Olimpico    | Olimpico                        | Italia         | Italia (bandiera)         | Lazio Roma Italia           |
| 34 | Parc des Princes   | Parc des Princes                | Francia        | Francia (bandiera)        | Paris Saint-Germain Francia |
| 35 | Stade de Gerland   | Stade de Gerland                | Francia        | Francia (bandiera)        | Olympique Lione             |
| 36 | BC Place Stadium   | BC Place Stadium                | Canada         | Canada (bandiera)         | Vancouver Whitecaps         |
| 37 | Azteca             | Azteca                          | Messico        | Messico (bandiera)        | América Messico             |
| 38 | Amsterdam Arena    | Amsterdam Arena                 | Paesi Bassi    | Paesi Bassi (bandiera)    | Ajax Paesi Bassi            |
| 39 | La Bombonera       | La Bombonera                    | Argentina      | Argentina (bandiera)      | Boca Juniors                |
| 40 | King Fahd Stadium  | King Fahd International Stadium | Arabia Saudita | Arabia Saudita (bandiera) | Al-Shabab Al-Hilal Al-Nassr |
| 41 | Donbass Arena      | Donbass Arena                   | Ucraina        | Ucraina (bandiera)        | Šachtar                     |

### Stadi Generici
| - Akaaroa Stadium - Aloha Park - Arena D'Oro - Arena del Centenario - Court Lane - Crown Lane - Eastpoint Arena - El Libertador - El Monumento - Estadio El Medio - Estadio Presidente G. Lopes - Estadio de las Artes - Euro Park - Forest Park Stadium - Ivy Lane - La Canchita |  | - O Dromo - Molton Road - Sanderson Park - Stade Kokoto - Stade Municipal - Stadio Classico - Stadio Comunale - Stadio FIWC (disponibile solo su PS3) - Stadion 23. Maj - Stadion Europa - Stadion Hanguk - Stadion Neder - Stadion Olympik - Town Park - Union Park Stadium - Waldstadion |

## Colonna sonora
Di seguito la lista completa delle canzoni presenti nel gioco.
1. Avicii – The Nights
2. A-Trak – Push
3. Bang La Decks – Utopia
4. Broods – L. A. F.
5. Catfish and the Bottlemen – Cocoon
6. ChocQuibTown – Uh La La
7. Death from Above 1979 – Crystal Ball
8. Dirty South – Tunnel Vision
9. Elliphant – All or Nothing
10. Emicida feat. Rael – Levanta e Anda
11. FMLYBND – Come Alive
12. Foster the People – Are You What You Want To Be?
13. Jacob Banks – Move With You
14. Joywave – Tongues
15. Jungle – Busy Earnin'
16. Kasabian – Stevie
17. Kendrick Lamar (feat. Bilal, Anna Wise & Thundercat) – These Walls
18. Kinski Gallo – Cumbia del Corazón
19. Kwabs – Walk
20. Lowell – Palm Trees
21. The Madden Brothers – We Are Done
22. Madeon – Imperium
23. Magic Man – Tonight
24. Milky Chance – Down by the River
25. MPB4 – Agiboré (Marky's Ye-Mele Refix)
26. Nico & Vinz – When The Day Comes
27. Polock – Everlasting
28. Prides – Out Of The Blue
29. Rudimental feat. Alex Clare – Give You Up
30. Saint Motel – My Type
31. Saint Raymond – Wild Heart
32. Sante Les Amis – Brasil
33. Slaptop – Sunrise
34. Slayer – Repentless
35. Teddybears – Sunshine
36. Tensnake – Pressure
37. The Griswolds – 16 Years
38. The Kooks – Around Town
39. The Mountains – The Valleys
40. The Ting Tings – Super Critical
41. Tune-Yards – Water Fountain
42. Vance Joy – Mess Is Mine